# O Pensador (cultura angolana)

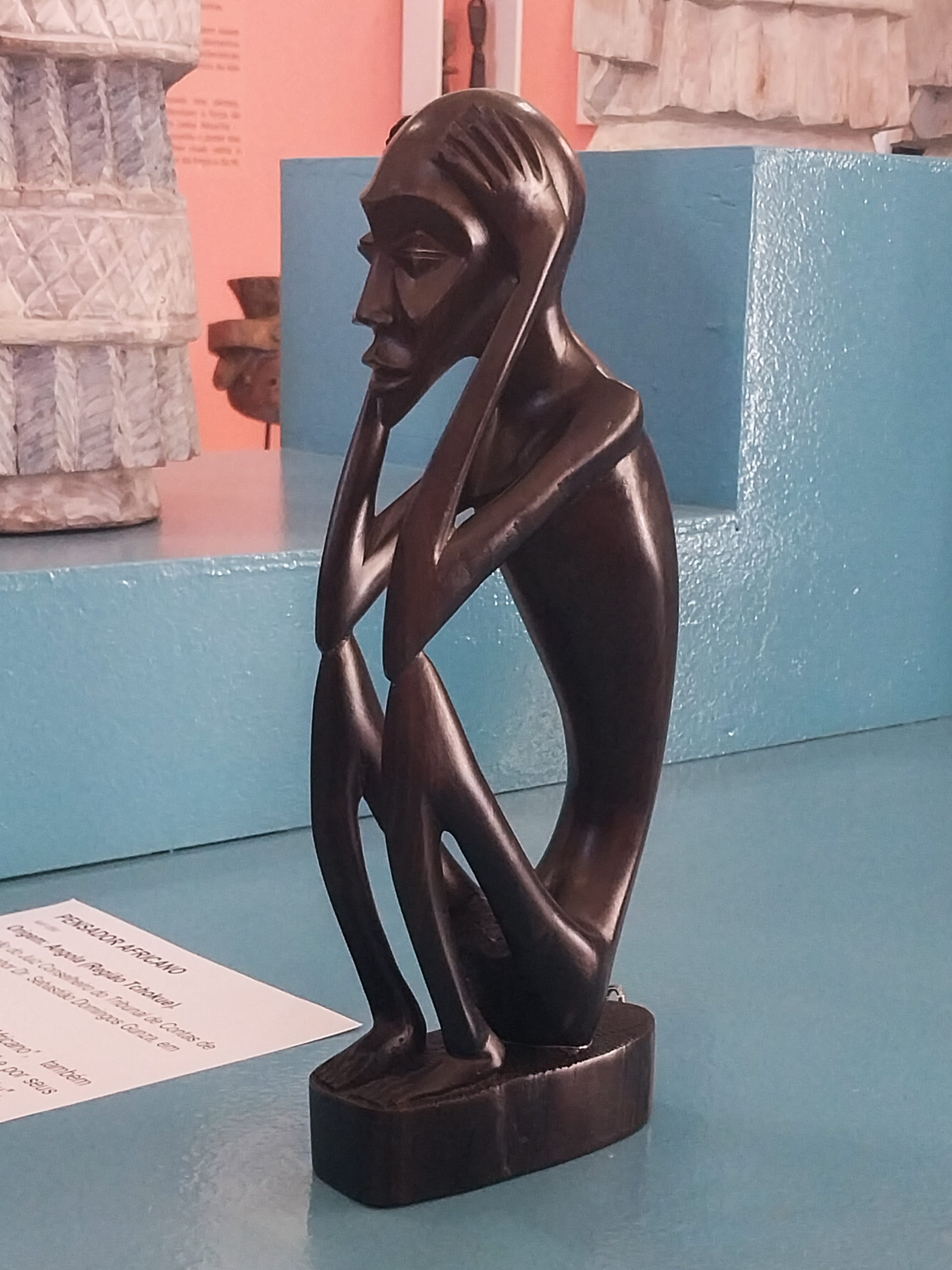
Escultura "Samanhonga" exposta no Museu Afro-Brasileiro, órgão suplementar da Faculdade de Filosofia e Ciências Humanas da Universidade Federal da Bahia

O Pensador é um tipo de estatueta da cultura dos povos chócue, pertencente ao grupo étnico-cultural bantu. Os Chócues vivem no nordeste angolano, mas também no extremo sudoeste da República Democrática do Congo e no extremo noroeste da Zâmbia.
A figura, conhecida também como Kuku e Samanyonga, faz parte de um conjunto de peças utilizadas em rituais de adivinhação.

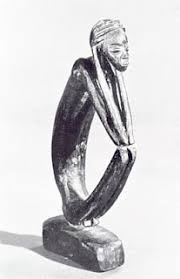
Escultura "original", Museu do Dundo, 1936.